# Керрі Джонсон
Керрі Джонсон (уроджена Саймондс; нар. 17 березня 1988 р.) — англійська політична активістка, природоохоронниця і дружина колишнього прем'єр-міністра Великої Британії Бориса Джонсона. Вона була першою неодруженою партнеркою прем'єр-міністра, яка проживала на Даунінг-стріт. Працює старшою радницею благодійної організації з охорони океану Oceana.

## Ранні роки життя та освіта
Джонсон народилася 17 березня 1988 року у сім'ї Метью Саймондса, співзасновника газети' The Independent, та Джозефіни Макаффі (уродженої Лоуренс), юристки, яка працює в цій газеті. Її дід по батьковій лінії був Джон Бівен, барон Ардвік (свого часу редактор Daily Herald і пізніше, протягом 1970-х депутат Європарламенту), а її бабуся по батьківській лінії була Енн Сімондс, журналісткою BBC World Service.
Джонсон виховувалася її матір'ю у Іст-Шіні, Лондон, і між 1999 і 2006 роками відвідувала Школу Годольфіна та Латимера, незалежну денну школу для дівчат. Вона вступила в Університет Ворика, де вивчала історію мистецтва та театрознавство, отримавши ступінь у 2009 році.

## Кар'єра та політична активність
У 2009 році Джонсон приєдналася до Консервативної партії як прес-офіцерка. Вона працювала в штабі консервативної кампанії а пізніше проводила агітацію за Бориса Джонсона у 2010 році в Лондоні під час виборів мера. Вона також працювала у парламентаря-консерватора Саджида Джавіда (як спеціальна радниця засобів масової інформації) та Джона Віттінгдейла.
Джонсон стала керівницею комунікаційних служб Консервативної партії в 2018 році але пізніше того ж року залишила цю посаду, взявшись на роботу у зв'язках з громадськістю для проєкту « Океана».. Повідомлялося, що її попросили залишити свою посаду директорки зі зв'язків після того, як джерела стверджували, що керівники партії заявили, що її показники були поганими, а також були порушені питання щодо значних невиправданих вимог щодо витрат.. Однак ці звинувачення були відкинуті іншими джерелами як «наклепницька» кампанія, заснована на чутках, які нібито поширював політичний стратег Джонсона Лінтон Кросбі.
Її назвали «пристрасною правозахисницею» і вона є покровителькою королівського Консервативного фонду захисту тварин.

### Справа Джона Ворбойза
У 2007 році, у віці 19 років, Джонсон з нічного клубу King's Road привіз додому таксист Джон Ворбойз, який у 2009 році був засуджений за численні сексуальні напади на своїх пасажирів. Пізніше вона згадувала, що Ворбойз пропонував їй шампанське та горілку які, на її думку, були з якоюсь речовиною, а після повернення додому вона «блювала і істерично сміялася, перш ніж відключитися до 15:00 наступного дня».

## Громадське та особисте життя
Раніше Джонсон мала стосунки з британським політичним журналістом Гаррі Коулом.
Як повідомляється, вона розпочала роман з британським політиком Борисом Джонсоном, тодішнім міністром закордонних справ, у 2018 році, коли він ще був одруженим зі своєю другою дружиною Мариною Вілер.. У липні 2019 року Борис став прем'єр-міністром, і вони, і Керрі офіційно переїхали на Даунінг-стріт, 10. Наступного місяця їй було заборонено в'їзд до США, оскільки її заява на отримання візи була відхилена через попередній візит до Сомаліленду, який США вважають частиною Сомалі. 16 серпня 2019 року вона вперше виступила перед публікою з моменту входу на Даунінг-стріт, 10.
29 лютого 2020 року вона та прем'єр-міністр оголосили, що вони обручилися в кінці 2019 року і чекають дитину в середині 2020 року. Їх син, Вільфред Лоурі Ніколас Джонсон, народився 29 квітня 2020 року в лікарні Університетського коледжу в Лондоні. Вона є практикуючою католичкою, і Вільфред прийняв хрещення в католицькій церкві.
Вийшла заміж за прем'єр-міністра 29 травня 2021 року на таємній церемонії у Вестмінстерському соборі, яку відвідали тридцять гостей.
9 грудня 2021 року подружжя оголосило про народження доньки.